# Saint-Lubin-en-Vergonnois
Saint-Lubin-en-Vergonnois là một xã thuộc tỉnh Loir-et-Cher miền trung nước Pháp.